# Zanka nefrona
Zanka nefrona ali henlejeva zanka je odsek nefrona v obliki črke U, sestavljen iz krajšega ravnega dela proksimalnega tubula, prevodnega tubula in daljšega ravnega dela distalnega tubula. Poimenovanje henlejeva zanka izvira iz priimka njenega odkritelja, nemškega anatoma Friedricha Gustava Jakoba Henleja. Deluje kot protitočni pomnoževalec pri koncentriranju seča.

## Zgradba
Zanko nefrona lahko razdelimo v štiri dele:
- descendentni ozki del zanke nefrona

Je slabo prepusten za ione in sečnino, a zelo prepusten za vodo. Zanka nefrona preide preide v predelu ledvične sredice z ostrim zavojem iz descendentnega v ascendentni ozki del zanke.
- ascendentni ozki del zanke nefrona

Je neprepusten za vodo, a prepusten za ione.
- ascendentni široki del zanke nefrona

Natrijevi (Na+), kalijevi (K+) in kloridni (Cl−) ioni se reabsorbirajo iz seča s pomočjo sekundarnega aktivnega transporta z Na-K-Cl kotransporterjem.  Gonilo reabsorpcije Na+ in drugih kationov, npr. magnezijevih (Mg2+) in kalcijevih (Ca2+, sta električni in koncentracijski gradient.
- kortikalni široki del zanke nefrona

Seč se skozi kortikalni široki del zanke nefrona steka v distalni zviti tubul.
Tkivo zanke nefrona je zgrajeno iz enoskladnega ploščatega epitelija. Izraza ozki in široki del se ne nanašata na debelino svetline, temveč velikost epitelijskih celic.